# David Nalbandian
David Nalbandian (Unquillo, 1 de enero de 1982) es un extenista profesional argentino que actualmente se desempeña como piloto de rally.
Alcanzó el 3.º puesto del ranking ATP en marzo de 2006, luego de haber conquistado el Torneo de Maestros de 2005 ante Roger Federer, en noviembre de ese año. Llegó a las semifinales de todos los Grand Slam del circuito, además de ser el único finalista argentino en Wimbledon, en la edición de 2002, perdiendo el partido ante el australiano Lleyton Hewitt. Además ganó el Masters de París 2007 y el Masters de Madrid 2007 derrotando a los dos jugadores mejores posicionados en ese entonces, Roger Federer y Rafael Nadal en ambas competiciones. Terminó en el Top 10 del ranking durante cinco temporadas consecutivas, desde 2003 a 2007, lo que sumado a otros muchos logros lo convierten en uno de los tenistas argentinos más importantes de la historia junto con Guillermo Vilas, José Luis Clerc,  Gastón Gaudio, Juan Martín Del Potro y Guillermo Coria.
El 1 de octubre de 2013, a los 31 años y 9 meses de edad, anunció su retirada del tenis profesional en una conferencia de prensa. Su último partido fue ante Rafael Nadal en un encuentro de exhibición en La Rural.

## Biografía
David Nalbandian nació en Unquillo, Córdoba, Argentina, el 1 de enero de 1982. Desde muy chico, David expresó su pasión por los deportes y la aventura, siempre corriendo por detrás de sus hermanos. Sus horas se repartían jugando al fútbol, al tenis, al básquet, practicando karate, equitación, natación. Y también yendo a la montaña a disfrutar de la adrenalina viendo pasar los autos de rally.
Su pasión por el tenis comenzó en una cancha en la localidad de Río Ceballos, cercana a Unquillo. Allí, jugaban sus tíos que impulsaron a Javier y Darío a la práctica de este deporte, hermanos mayores de David, quien por ese entonces corría detrás de ellos e intentaba imitarlos. Un día le dieron una raqueta y no la soltó más. A los 12 años, David Nalbandian ya era una gran promesa y encabezaba el ranking argentino en su categoría.
En su carrera en el circuito Júnior, David tuvo destacadas actuaciones y se posicionó como una de las promesas del tenis mundial. Fue campeón mundial en Japón a los 14 años y ganó el US Open en 1998, tras derrotar a Roger Federer en la final. En 1999 llegó a la semifinal de Roland Garros, la cual perdió ante su compatriota Guillermo Coria. Todos estos logros no hubieran sido posibles sin el apoyo incondicional de su familia, ya que tanto sus padres, hermanos y hasta amigos trabajaron arduamente para poder afrontar económicamente los gastos de participar en estos torneos.
El talento y el potencial que insinuaba dentro de las canchas hicieron que el mayor tenista argentino de la historia, Guillermo Vilas, se fijara en él y lo invitara a una escuela que estaba desarrollando por aquel entonces.
En abril de 2009, tras algunos malos resultados, David siente una lesión en la cadera; el cartílago que lo dejaría fuera de las canchas hasta fin de año. No se pudo recuperar para el Abierto de Australia 2010. Antes de su lesión, había ganado la Copa Peugeot por tercera vez. Se esperaba su regreso para el Campeonato de Wimbledon de 2010, pero prefirió no jugarla porque todavía no se sentía bien. Permanentemente sostuvo que tenía como objetivo la obtención de la Copa Davis.

## Otros aspectos

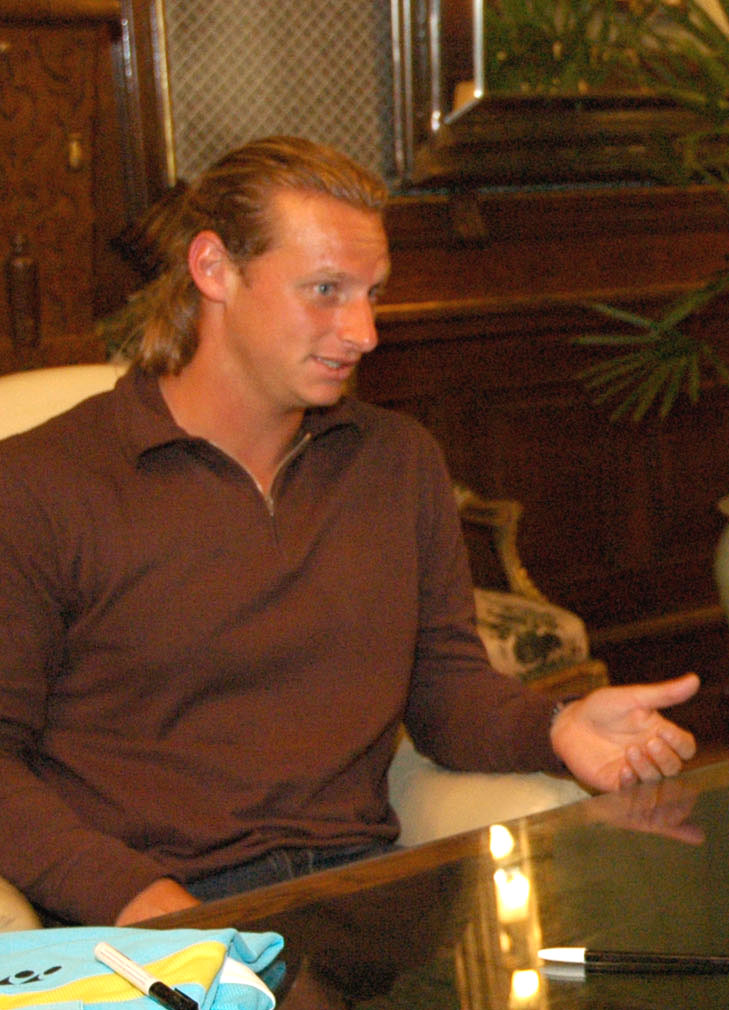
David Nalbandian en la Casa Rosada.

Es amante de los deportes de riesgo, sobre todo del rally, siendo un excelente piloto de este tipo de autos. En septiembre de 2007 presentó junto a su amigo, el piloto Marcos Ligato, un equipo llamado Tango Rally Team con el que actualmente compite en el campeonato nacional de esta especialidad, teniendo sus cuarteles en la provincia argentina de Córdoba. Debutó en esta disciplina en el año 2013 en la divisional N4, al comando de un Mitsubishi Lancer EVO IX y en 2016 ascendió a la divisional Maxi Rally donde compitió al comando de un Chevrolet Agile. Desarrollando esta disciplina, Nalbandián conquistó en el año 2016 la Copa Maxi Rally, destinada a pilotos de bajos antecedentes en dicha divisional.
Dentro de sus actividades más llamativas está haber nadado entre tiburones en Melbourne, Australia en 2002 y hacer bungee-jumping en Viena el 13 de octubre de 2004 desde la torre del Danubio de 152 metros de altura.
En el año 2005 fue galardonado con el Olimpia de Oro al mejor deportista argentino del año, otorgado por el Círculo de Periodistas Argentinos, después de su conquista en el Torneo de Maestros.
En el 2006 fue distinguido con el premio Consagración de Oro, otorgado por el Diario Clarín, y que volvió a ganar en el 2007.
En 2010 la Fundación Konex le otorgó el Premio Konex de Platino al mejor tenista de la década en Argentina.
En 2013 recibió de Talento Sports el Premio TALENTO, que lo ubica como uno de los grandes deportistas cordobeses de la historia y que le otorga un lugar en el Salón de la Fama del deporte cordobés.
David tiene una fundación que lleva su nombre, la "Fundación David Nalbandian", que es una organización sin fines de lucro que tiene como objetivo crear condiciones favorables para el desarrollo de personas con discapacidad en la salud y el deporte.

## Carrera en la ATP

### 2000-2002
Se hizo profesional en el 2000, y debutó con una derrota en el circuito ante el ex N.º 1 Jim Courier. En el 2001 llegó a su primera final de un torneo ATP en Palermo pero fue derrotado por el español Félix Mantilla. Terminó el año en la posición n.º 50 del ranking de la ATP por primera vez. En 2002, ganó sus primeros dos títulos ATP en Basilea y Estoril, y también alcanzó, con tan solo 20 años, la final de Wimbledon, que perdió ante el australiano Lleyton Hewitt por 6-1, 6-3, 6-2. Gracias a estos resultados, Nalbandian se metió entre los primeros 20 del ranking, y terminó el año como el n.º 1 de Argentina y Latinoamérica.

### 2003-2004
En 2003, Nalbandian no pudo conseguir lo logrado el año anterior, ya que quedó eliminado de Wimbledon en cuarta ronda frente a Tim Henman. Llegó a la final de su primer máster series en Montreal TMS, pero fue derrotado por Andy Roddick. Un mes más tarde se enfrentarían en las semifinales del US Open, con otra victoria para Roddick, y en Basilea llegaría a la final, pero no se presentaría por un malestar físico. Finalizó el año como clasificado n.º 8.
En 2004, alcanzó las semifinales del Roland Garros, pero perdió ante su compatriota Gastón Gaudio, quien finalmente se quedaría con el torneo. También fue subcampeón del Masters de Roma y del Masters de Madrid y llegó a la final del Torneo de Basilea por tercera vez consecutiva. Terminó el año ubicado entre los primeros 10 del ranking de la ATP.

### 2005
En el 2005, Nalbandian alcanzó los cuartos de final del Australian Open, Wimbledon y el US Open, y ganó el tercer título en su carrera en Múnich después de casi dos años sin ganar ninguna final. Su logro más importante de ese año, y en su carrera, fue haber ganado la Tennis Masters Cup en Shanghái, China. A pesar de no haber estado clasificado para participar en ese torneo, una baja de uno de los participantes, Andy Roddick, habilitó a David para competir. En el torneo ganó dos de sus tres partidos de grupo. Derrotó a Ivan Ljubičić y a Guillermo Coria, y perdió ante Roger Federer. En semifinales derrotó al ruso Nikolai Davydenko y en la final derrotó al n.º 1 Roger Federer en cinco sets.
Nalbandian es el segundo argentino en ganar el torneo después que Guillermo Vilas lo ganara en 1974.

### 2006
En enero de 2006, Nalbandian llegó a las semifinales del Australian Open al derrotar al francés Fabrice Santoro convirtiéndose en uno de los cuatro tenistas activos en llegar a las semifinales de los cuatro Grand Slam. En la semifinal, caería ante el chipriota Marcos Baghdatis luego de ir ganando dos sets a cero. mayo ganó por segunda vez en el ATP de Estoril, siendo el tercer tenista que lo logra después de Carlos Costa (1992 y 1994) y Thomas Muster (1995 y 1996). Por otro lado, en el Roland Garros llegó por segunda vez a semifinales y fue también la primera vez que llegó a dos semifinales de Grand Slam en un mismo año, siendo finalmente derrotado por Roger Federer. En Wimbledon perdió en tercera ronda ante Fernando Verdasco y en el US Open perdió en segunda ronda ante el excampeón Marat Safin.
Nalbandian fue parte del grupo de la Davis que ganó en semifinales en Buenos Aires frente Australia. En dicha ocasión ganó a Mark Philippoussis el primer punto por 6-4, 6-3, 6-3. Argentina ganó por 5-0. Después llegó a las semifinales del Masters de Madrid y la Copa Masters donde fue derrotado por James Blake.En la final de la serie de Copa Davis, Argentina enfrentó de visitante a Rusia y Nalbandian ganó sus dos partidos de sencillos y perdió el de dobles. Esto no significó una ventaja a Argentina, perdió la final por 3-2.

### 2007
En los primeros meses de 2007, Nalbandian descendería los primeros 20 puestos del ranking de tenistas debido a complicaciones físicas (lesiones en el abdomen, espalda y en una pierna). Se ubicó en el puesto 26 pero su temporada cambió en octubre cuando volvió y ganó su primer Máster de su carrera en Masters de Madrid en superficie dura. En dicha competición ganó a los tres primeros del ranking de la ATP: Novak Djokovic N.º 3, Rafael Nadal N.º 2 y Roger Federer N.º 1. También llegó a semifinales en dobles en el mismo torneo con su compatriota Guillermo Cañas en donde perdieron frente a los hermanos Bryan.
Nalbandian subió del puesto N°26 al puesto N°18 del ranking. En Basilea perdió la primera ronda ante Stanislas Wawrinka y a la semana siguiente ganó su segundo Máster en su carrera, el de Masters de París, al derrotar en la final a Rafael Nadal previamente ganando ante Roger Federer en la cuarta ronda. Esta victoria le permitió ascender al puesto N.º 9 del ranking por lo que oficialmente podía ir a Shanghái y participar en calidad de suplente de la Copa Máster pero decidió no ir, cerrando así la temporada de ese año.

### 2008

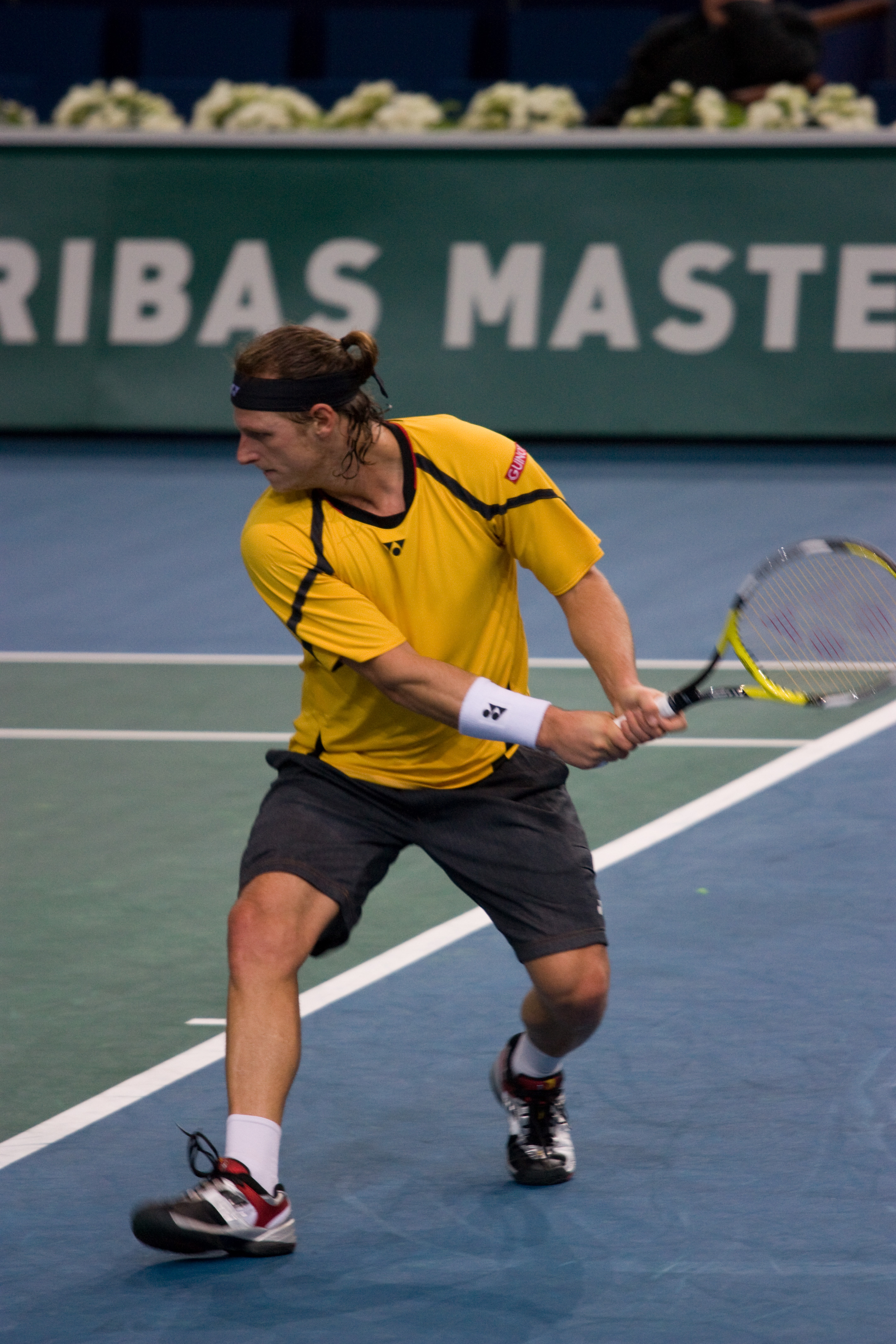
Nalbandian en el Masters de París.

Nalbandian comenzó la temporada 2008 entre los diez primeros del mundo. En el Australian Open llegó a la tercera ronda al perder ante Juan Carlos Ferrero por 6-1, 6-2 y 6-3. El 24 de febrero del 2008 Nalbandian ganó la Copa Telmex en su tierra natal Argentina derrotando a su compatriota José Acasuso 3-6, 7-6(5), 6-4. Con esta victoria David ascendió hasta el puesto N.º 8 del ranking. Una semana después llegó a su segunda final consecutiva en el Torneo de Acapulco después de triunfar frente Boris Pašanski, Santiago Ventura, Potito Starace y Luis Horna, perdiendo ante el español Nicolás Almagro 1-6, 6-7.h
En el primer máster series de la temporada en Indian Wells su rival en primera ronda no se presentó por lo que automáticamente pasa a la ronda siguiente, en segunda y tercera ronda derrota a Ernests Gulbis 6–4, 4–6, 7–6(4) y Radek Štěpánek 7–6(1), 0–6, 7–6(6), en cuarta ronda vence a Juan Carlos Ferrero y en cuartos de final pierde ante Mardy Fish 3–6, 7–6(5), 6–7(4). En los masters de Montecarlo y Roma pierde en instancias iniciales frente a Roger Federer y Nicolás Almagro.
En el Roland Garros perdió en la segunda ronda ante el francés Jeremy Chardy. Asimismo fue derrotado en los siguientes torneos de Grand Slam, en Wimbledon y el US Open, en segunda y tercera ronda respectivamente. Sin embargo, ganó el noveno título de su carrera en el Atp de Estocolmo al vencer al sueco Robin Söderling por 6-2, 5-7, 6-3. Participó del Masters de Madrid como campeón del año anterior perdiendo ante su compatriota Juan Martín del Potro en tercera ronda. También participó en el Abierto de Basilea y en el último Máster de la temporada en París, llegando a la final de ambos, pero fue derrotado por Roger Federer y Jo Wilfried Tsonga.

### 2009
Nalbandian comenzó su temporada 2009 ganando su décimo título en Sídney, Australia. Buscaba ser el primer argentino en ganar ese torneo después que Vilas y Chela no lo lograran en 1979 y 2002 tras derrotar al finés Jarkko Nieminen 6–3, 6–7(9), 6–2 en la final. En el abierto de Australia derrotó en primera ronda a Marc Gicquel por 6–1, 4–6, 6–2, 6–3 pero el taiwanés Lu Yen-Hsun le ganó en segunda ronda por 4–6, 7–5, 6–4, 4–6, 2–6.
En el Masters Series de Indian Wells, Nalbandian pierde en cuarta ronda ante el n.º 1 Rafael Nadal por primera vez en tres sets 6–3, 6–7(5), 0–6.
En el mes de mayo anunció que debido a una cirugía de cadera no se presentaría en los siguientes torneos del circuito ATP y de la serie de Copa Davis de la temporada 2009.

### 2010
Nalbandian volvió a disputar un partido oficial en la primera ronda del ATP de Buenos Aires ante Potito Staracce. Sin embargo, en su segunda presentación ante Gimeno Traver sufrió un desgarro en el aductor , que no se interpuso con su victoria en el partido pero desencadenó en su retiro del torneo. Su regreso estaba programado para disputar el Master 1000 de Indian Wells, pero Nalbandian viajó por sorpresa a Estocolmo un día antes del comienzo de la serie entre Suecia y Argentina por la primera ronda de la Copa Davis, donde el hombre de Unquillo resultó indispensable al derrotar en el dobles junto a Horacio Zeballos en sets corridos a Robert Lindstedt y Robin Söderling sino que también al derrotar en el quinto y último punto de la serie al sueco Andreas Vinciguerra en cuatro sets.
Posteriormente disputó el torneo Master 1000 de Montecarlo clasificado en la posición n.º 151 del ranking mundial llegando a cuarta ronda donde es vencido por Novak Djokovic por 6–2, 6–3. Una serie de lesiones en la pierna derecha le impidió continuar en el máster 1000 de Roma y en su camino en el circuito volviendo en los cuartos de final de la Copa Davis contra Rusia en Moscú, allí derrotó en el primer punto de la serie en sets corridos al número 6 del mundo Nikolai Davydenko y en el último punto al número 14 Mijaíl Yuzhny llevando a la Argentina a las semifinales contra Francia.
Tras casi cuatro meses de ausencia en el circuito ATP, y ubicado en el puesto 117 del ranking, Nalbandian recibió una wild card para el ATP 500 de Washington D. C., donde debutó ante el estadounidense Rajeev Ram, a quien derrotó por 6-4 y 6-0. En segunda ronda, debió enfrentarse ante el suizo Stanislas Wawrinka, séptimo preclasificado, a quien venció por 6-1 y 6-3; su victoria le permitió avanzar a tercera ronda, donde apabulló al también suizo Marco Chiudinelli por 6-1 y 6-0. En cuartos de final, Nalbandian se impuso ante el francés Gilles Simon por 3-6, 6-2 y 6-3 en casi dos horas de juego y avanzó a semifinales, donde venció al croata Marin Čilić, cuarto preclasificado, por un doble 6-2; con esta victoria, el unquillense volvió a acceder a una final ATP tras un año y medio. En la final, que se llevó a cabo el 8 de agosto, Nalbandian se consagró campeón tras derrotar al chipriota Marcos Baghdatis, octavo preclasificado, por 6-2 y 7-64. Al conseguir el título, Nalbandian se convirtió en el primer jugador fuera del top 100 en ganar un trofeo ATP en esta temporada; además, los 500 puntos conseguidos le permitieron catapultarse del puesto 117 al 45.

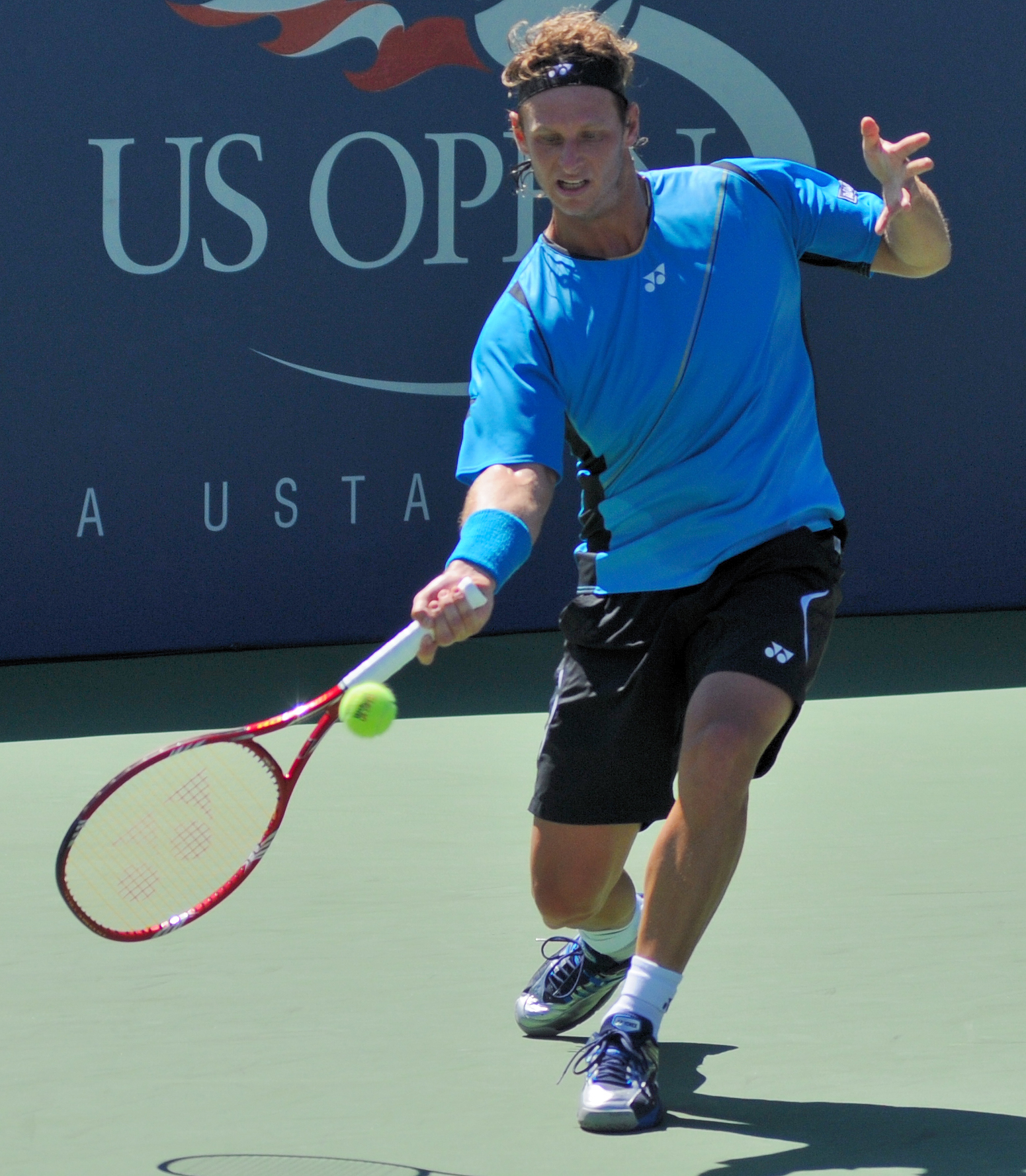
Nalbandian alcanzó la tercera ronda del Abierto de los Estados Unidos, siendo derrotado por Fernando Verdasco.

A la semana siguiente, Nalbandian derrotó al español David Ferrer por 7-5, 3-6 y 6-3 en la primera ronda del Masters 1000 de Canadá, que en aquel año se disputó en Toronto; en segunda ronda, el unquillense debió enfrentarse al también español Tommy Robredo, a quien venció por 6-3 y 6-0. Dicha victoria le permitió avanzar a tercera ronda, donde derrotó al sueco Robin Söderling por 4-6, 6-4 y 6-1; sin embargo, perdió en los cuartos de final ante el escocés Andy Murray por un doble 2-6. A pesar de la derrota, Nalbandian pudo romper su récord personal tras conseguir once victorias consecutivas (dos en la Copa Davis, seis en Washington y tres en Toronto); además, sumó 180 puntos para el ranking, que lo posicionaron en el puesto 37.
A mediados de agosto, Nalbandian venció al croata Ivan Ljubičić por 7-5 y 6-0 en la primera ronda del Masters 1000 de Cincinnati; en segunda ronda, debió enfrentarse contra John Isner, a quien derrotó con un 4-5 y retiro del estadounidense, debido a una tercedura en el tobillo derecho. Con esta victoria, el cordobés avanzó a tercera ronda, donde perdió ante el serbio Novak Djokovic, segundo preclasificado, por 1-6 y 67-7. A pesar de su eliminación, Nalbandian consiguió ser preclasificado para el Abierto de los Estados Unidos, gracias a la caída de Richard Gasquet en primera ronda de Cincinnati; además, sumó 90 puntos para el ranking, posicionándose en el puesto 33. El 31 de agosto debutó en el US Open, derrotando al sudafricano Rik de Voest por 7-64, 3-6, 6-4, 66-7 y 6-4 en la primera ronda; en la segunda, venció al francés Florent Serra por 7-5, 6-4 y 6-2. Disputó su partido de tercera ronda el 5 de septiembre, en el que fue derrotado por el octavo preclasificado, el español Fernando Verdasco, por 2-6, 6-3, 3-6 y 2-6; a pesar de la derrota, los 90 puntos sumados le permitieron ingresar al top 30, ocupando el puesto 28.
A fines de septiembre, Nalbandian decidió no participar de la gira asiática, que incluye el ATP 500 de Tokio y el Masters 1000 de Shanghái; aduciendo cansancio físico tras la gira norteamericana (Washington, Toronto y Cincinnati), el cordobés regresó a la Argentina para recuperarse y entrenarse con vistas a la gira europea bajo techo. En un principio, aseguró que se reincorporaría al circuito el 18 de octubre en el ATP 250 de Estocolmo, Suecia, aunque finalmente desistió de hacerlo. En la última semana de octubre, Nalbandian (31.º) recibió una invitación para participar en el Open Sud de France, que se disputó en Montpellier, Francia. Iniciando como octavo preclasificado, derrotó en primera ronda a Marcel Granollers por 6-4 y 6-4; sin embargo, Gilles Simon lo derrotó por 6-3, 657 y 5-7 en segunda ronda, eliminándolo del torneo.
El 2 de noviembre, Nalbandian (29.º) debutó en la primera ronda del Davidoff Swiss Indors de Basilea, Suiza, ante el checo Jan Hajek, a quien derrotó por 6-3 y 6-4; esta victoria le permitió acceder a la segunda ronda del torneo, donde le ganó al croata Marin Čilić por 4-6, 6-4 y 6-4. En cuartos de final, Nalbandian perdió ante Andy Roddick por 6-4 y 6-4. A la semana siguiente, ubicado en el puesto 25 gracias a los 90 puntos sumados en Basilea, inició su participación en el BNP Paribas Masters de París, donde se enfrentó, nuevamente en primera ronda, con Marcel Granollers, a quien derrotó por 6-3 y 6-1. Su victoria le permitió avanzar a segunda ronda, donde jugó contra Andy Murray, tercer preclasificado, quien lo venció por 2-6, 6-4 y 6-3; de esta forma, el unquillense cerró su participación en torneos oficiales del circuito.
En diciembre, Nalbandian participó de la Copa Almirante Brown, la Copa Argentina y la Summer Cup, tres torneos de exhibición, que se disputaron en Burzaco, Buenos Aires y Punta del Este, respectivamente. El 11 de diciembre, en el Club San Albano, Nalbandian se enfrentó ante Horacio Zeballos, a quien venció por 7-64 y 6-1; de esta forma, avanzó a la final del torneo, donde se enfrentó con Juan Mónaco, quien había derrotado a Eduardo Schwank en tres sets, y a quien derrotó por 6-0 y 7-65 al día siguiente. En el Buenos Aires Lawn Tennis Club, Nalbandian integró el grupo 2, por lo que debió enfrentarse con su compatriota Juan Ignacio Chela y con el ruso Marat Safin; el 16 de diciembre, Nalbandian derrotó a Chela por 7-64 y 6-4 y, dos días más tarde, se impuso ante Safin por 6-4 y 7-5. Ambas victorias le permitieron clasificarse a la final del torneo, donde se enfrentó nuevamente con Mónaco, quien había derrotado a los estadounidenses Mardy Fish y James Blake, y a quien le ganó por 6-3 y 7-65, consiguiendo el título por cuarta vez en su carrera. Días más tarde, en el Hotel Conrad de Punta del Este, Nalbandian se impuso nuevamente ante Safin por 6-2 y 7-5, lo que le permitió acceder a la final de la Summer Cup, donde se enfrentó con el brasileño Thomaz Bellucci, a quien derrotó por 7-6 y 7-6.

#### Copa Davis: Suecia, Rusia y Francia
El 3 de julio, los jugadores y el cuerpo técnico se trasladaron desde varios lugares del mundo hacia Moscú, con el objetivo de iniciar la preparación para la serie de cuartos de final ante Rusia. Cinco días más tarde se realizó el sorteo, que determinó que Nalbandian, segundo singlista, se enfrentaría en primer turno con Nikolai Davydenko y que Leonardo Mayer, en segundo, jugaría ante Mijaíl Yuzhny. El 9 de julio, en el Estadio Olímpico de Moscú, Nalbandian derrotó a su rival por 6-4, 7-65 y 7-66 en casi tres horas de juego; sin embargo, Mayer perdió en el segundo partido ante Youzhny por 6-3, 6-1 y 6-4 y la serie quedó empatada a uno. A la mañana siguiente se disputó el dobles, que enfrentó a la dupla Davydenko - Igor Kunitsyn contra Horacio Zeballos y Eduardo Schwank, cuya participación en el encuentro estaba en duda ante la posibilidad de que Nalbandian jugase los tres días, opción que luego se descartó; en un partido difícil, la dupla argentina se impuso por 7-67, 6-4, 63-7 y 6-1, dejando la serie 2 - 1 en favor de su país. El domingo se disputó el primer sencillo, en el que Davydenko emparejó la serie tras vencer a Schwank por 4-6, 6-4, 6-1 y 6-4; sin embargo, Nalbandian le dio la victoria a la Argentina tras vencer a Youzhny por 7-65, 6-4 y 6-3. De esta forma, Rusia perdió un invicto de 15 años como local y la Argentina se clasificó, por sexta vez en ocho años, a semifinales, donde esta vez se enfrentó ante Francia.
Tras el Abierto de los Estados Unidos, Nalbandian se trasladó a París para enfrentar a Francia por las semifinales de la Copa Davis; sin embargo, perdió ante Gaël Monfils y el seleccionado galo se impuso por 5-0.

### 2011
Al comenzar el año, David Nalbandian se encontraba en el puesto 27 del ranking de la ATP; para esta temporada, se fijó como objetivo volver a ser top-ten, para lo cual aseguró que si la salud me acompaña, voy a estar peleando ahí arriba. Nalbandian inició su temporada en el Heineken Open, que se disputó en la ciudad neozelandesa de Auckland. Iniciando como sexto preclasificado, alcanzó la final del torneo tras vencer a Fabio Fognini (7-63 y 6-4), Philipp Petzschner (6-3 y 6-2), John Isner (6-4 y 7-63) y Nicolás Almagro (6-4 y 6-2), sin ceder ningún set; sin embargo, perdió ante David Ferrer, el primer preclasificado,  por 3-6 y 2-6 en la final. El segundo puesto conseguido le permitió sumar 150 puntos para el ranking de la ATP, gracias a los cuales se ubicó en el puesto número 21, transformándose nuevamente en el primer clasificado argentino.
Tras la final en Auckland, Nalbandian se trasladó a Melbourne para disputar el Abierto de Australia, donde el sorteo dictaminó que debía enfrentarse con el local Lleyton Hewitt, ex número 1 del mundo; dicho partido fue bautizado como un choque de titanes (del inglés, clash of titans), debido a los antecedentes entre ambos. El partido, que se disputó en el Rod Laver Arena y tuvo una duración de 4 horas y 47 minutos, finalizó con parciales de 3-6, 6-4, 3-6, 7-61 y 9-7 en favor de Nalbandian, quien salvó dos match points y se vio afectado por algunos calambres; algunos periodistas han considerado que el partido fue una recreación del encuentro de cuartos de final de 2005, en el que Hewitt se impuso ante Nalbandian en cinco sets, en un partido muy friccionado. En segunda ronda, Nalbandian se enfrentó con el lituano Richard Berankis, quien lo derrotó en menos de una hora de juego por 1-6, 0-6, 0-2 y se retiró debido al cansancio y desgaste generado en el partido contra Hewitt. En la conferencia de prensa, Nalbandian comentó que estaba totalmente vacío y que se quedó sin energías, diciendo además que sintió mareos al tirar la pelota para sacar y que sufrió un cansancio muy general, sin relación alguna con su lesión en la cadera. También comentó que tras el partido con Hewitt se acostó muy tarde, a las 4.30, y que no alcanzó el tiempo de recuperación. Por su parte, el suizo Roger Federer, número dos del mundo, justificó el abandono de Nalbandian, diciendo que nunca tuvo realmente tiempo para descansar y adaptarse ya que había jugado también la semana anterior; además, dijo que tuvo casi el sorteo más duro que podía tenerse al tocarle Lleyton [Hewitt] aquí y que la intensidad que recibes de Lleyton, de los espectadores, la presión y todo eso combinado pueden llevar a un resultado como éste.
Tras el Abierto de Australia, Nalbandian (21.º) se trasladó a Chile para participar del ATP 250 de Santiago, torneo al que regresó tras nueve años de ausencia, que da inicio a la gira latinoamericana de polvo de ladrillo. Partiendo como primer preclasificado, se enfrentará en primera ronda con su compatriota Carlos Berlocq. Participó en el ATP de Buenos Aires perdiendo contra Tommy Robredo. Nalbandian jugó la serie de Copa Davis contra Rumanía, en donde ganó su partido contra Adrian Ungur. Nalbandian tuvo una hernia deportiva y no jugó hasta el AEGON Championships en junio donde ganó a Marchenko por un doble 6-4, y en segunda ganó al 200.º del mundo Ilija Bozoljac, por 6-4 6-4. En tercera ronda se enfrentó a Fernando Verdasco, con quien perdió por 7-5 6-1.

### 2012
En el AUS Open 2012 pierde de manera polémica contra el estadounidense John Isner debido a un ojo de halcón que no le otorgan al unquillense. En febrero en el ATP 250 de Buenos Aires en el Lawn Tennis club supera a Wayne Odesnik por 6-2 6-3 en 1.ª ronda, en 2.ª ronda a Juan Mónaco por 6-3 6-1 y a Carlos Berlocq en cuartos de final a quien le gana por un categórico 6-0 6-3 y pierde en semifinales contra el español David Ferrer en ese momento 5.º del mundo.
Durante la final del torneo ATP 250 de Queen’s, cuando jugaba contra Marin Čilić, reaccionó a un punto perdido pateando una valla publicitaria, la cual golpeó al juez de línea ubicado por detrás de la misma, causándole dolor y sangrado. El acto le llevó a la descalificación, perdiendo el torneo; luego del penoso evento protestó por la medida en el mismo campo de juego.
En Wimbledon fue debut y derrota para el cordobés, perdiendo el encuentro ante el serbio Janko Tipsarević con un tanteador en sets corridos (6-4, 7-6 y 6-2).
En el masters de Toronto Nalbandian perdió en primera ronda ante el alemán Tommy Haas, en un partido durísimo de 2 horas y 22 minutos, cuyo marcador terminó en 6-2, 6-7 y 6-3.
En el masters de Cincinnati perdió nuevamente ante Haas en primera ronda, cayendo ante el alemán por 6-7 (0-7), 7-6 (7-4) y 6-3, en un partido de 3 horas y 22 minutos.  Esto provocó que sea la primera vez en 10 años que el cordobés pierda cuatro torneos seguidos en primera ronda.

#### Londres 2012
En los Juegos Olímpicos, poco fue la que tuvo para dar el tenista argentino: En primera ronda de individuales, fue derrotado ante el serbio Janko Tipsarević, quien se impuso por 6-3 y 6-4.Más tarde jugaría en dobles masculino junto a Eduardo Schwank, partido que perdería 6-3 y 7-5, ante los franceses Michael Llodra y Jo-Wilfried Tsonga.

### 2013
No compitió en el Abierto de Australia para priorizar su preparación de cara a la serie de Copa Davis frente a Alemania, en la cual el equipo argentino resultó ganador. Su primer torneo de 2013 fue en São Paulo, donde escalo hasta la final derrotando a jugadores como Jorge Aguilar, Guido Pella, Nicolás Almagro y Simone Bolelli. En la final fue derrotado por 2-6 3-6 ante Rafael Nadal.
Luego participó de la Copa Claro 2013, en donde en primera ronda derrotó a su compatriota Carlos Berlocq por 6-3 2-6 6-3. En segunda ronda, Nalbandian jugó un partido de alto nivel frente a David Ferrer, siendo este último el ganador del encuentro en tres sets.Nalbandian continuó su gira latinoamericana sobre polvo de ladrillo en Acapulco, siendo eliminado en primera instancia frente al esloveno Aljaz Bedene por 6-4 0-6 6-4.
Luego debutó en el primer Masters 1000 de la temporada 2013. Fue en el Masters 1000 de Indian Wells, en donde en primera ronda derrotó a Marcel Granollers por 6-4 6-2. En segunda ronda cayó ante el polaco Jerzy Janowicz por 6-7(4), 6-4, 3-6. Esta derrota llevó a Nalbandian del puesto 93 al 124 del ranking de la ATP.
En el Masters 1000 de Miami cayó en primera ronda frente a Jarkko Nieminen por 6-2, 4-6, 3-6.
En cuartos de final de Copa Davis, Nalbandian disputó el dobles junto a Horacio Zeballos, derrotando en un maratónico partido a la dupla francesa compuesta por Michael Llodra y Julien Benneteau por marcador de 3-6 7-6(3) 7-5 6-3.
El 23 de noviembre, en La Rural, hizo su partido de despedida con Rafael Nadal, perdiendo por 6-3 y 6-4, en 1 hora y 31 minutos de juego. Luego, hizo pareja con "Pico" Mónaco y se enfrentaron a Rafael Nadal y a Novak Djokovic en un partido de dobles.

## Clasificación histórica
| Grand Slam            | 2013      | 2012      | 2011      | 2010      | 2009      | 2008      | 2007      | 2006      | 2005      | 2004      | 2003      | 2002      | 2001      | 2000      | G-P    | Títulos |  |
| --------------------- | --------- | --------- | --------- | --------- | --------- | --------- | --------- | --------- | --------- | --------- | --------- | --------- | --------- | --------- | ------ | ------- |  |
| Australian Open       | -         | 2R        | 2R        | -         | 2R        | 3R        | 4R        | SF        | CF        | CF        | CF        | 2R        | -         | -         | 26-10  | 0       |  |
| Roland Garros         | -         | 1R        | -         | -         | -         | 2R        | 4R        | SF        | 4R        | SF        | 2R        | 3R        | -         | -         | 20-8   | 0       |  |
| Wimbledon             | -         | 1R        | 3R        | -         | -         | 1R        | 3R        | 3R        | CF        | -         | 4R        | F         | -         | -         | 19-8   | 0       |  |
| US Open               | -         | -         | 3R        | 3R        | -         | 3R        | 3R        | 2R        | CF        | 2R        | SF        | 1R        | 3R        | -         | 21-10  | 0       |  |
| Total                 | 0         | 0         | 0         | 0         | 0         | 0         | 0         | 0         | 0         | 0         | 0         | 0         | 0         | 0         | 86-36  | 0       |  |
| ATP World Tour Finals | -         | -         | -         | -         | -         | -         | -         | SF        | G         | -         | RR        | -         | -         | -         | 6-6    | 1       |  |
| Masters 1000          | 2013      | 2012      | 2011      | 2010      | 2009      | 2008      | 2007      | 2006      | 2005      | 2004      | 2003      | 2002      | 2001      | 2000      | G-P    | Títulos |  |
| Indian Wells          | R64       | CF        | -         | R64       | R16       | CF        | R16       | R16       | R16       | -         | R64       | R32       | -         | -         | 17-9   | 0       |  |
| Miami                 | R96       | R64       | -         | R32       | R64       | R64       | R32       | SF        | R32       | -         | R32       | R96       | R96       | R96       | 9-10   | 0       |  |
| Montecarlo            | -         | -         | -         | CF        | R16       | CF        | R32       | R16       | -         | CF        | R32       | R16       | -         | -         | 16-8   | 0       |  |
| Roma                  | -         | R32       | -         | -         | -         | R32       | -         | SF        | R64       | F         | R64       | R32       | -         | -         | 10-6   | 0       |  |
| Madrid                | -         | R64       | -         | -         | -         | R16       | G         | SF        | SF        | F         | -         | R16       | -         | -         | 19-5   | 1       |  |
| Canadá                |           | R64       | R64       | CF        | -         | -         | R16       | R64       | R32       | R64       | F         | CF        | -         | -         | 14-8   | 0       |  |
| Cincinnati            |           | R64       | R32       | R16       | -         | -         | R64       | R32       | R32       | -         | CF        | R64       | -         | -         | 8-7    | 0       |  |
| Shanghái              |           | -         | R32       | -         | -         | No TM1000 | No TM1000 | No TM1000 | No TM1000 | No TM1000 | No TM1000 | No TM1000 | No TM1000 | No TM1000 | 1-1    | 0       |  |
| París                 |           | -         | -         | R32       | -         | F         | G         | -         | R32       | -         | -         | R32       | -         | -         | 12-4   | 1       |  |
| Hamburgo              | No TM1000 | No TM1000 | No TM1000 | No TM1000 | No TM1000 | -         | -         | -         | R64       | R64       | SF        | R64       | -         | -         | 4-4    | 0       |  |
| Total                 | 0         | 0         | 0         | 0         | 0         | 0         | 2         | 0         | 0         | 0         | 0         | 0         | 0         | 0         | 113-69 | 2       |  |
| Ranking               | 228       | 81        | 64        | 27        | 65        | 11        | 9         | 8         | 6         | 9         | 8         | 12        | 47        | 248       |        |         |  |

## Historial y récords
- Venció en la misma semana a los tres primeros del ranking, algo que solo habían logrado dos jugadores en la historia (Boris Becker, en Estocolmo en 1994, y Novak Djokovic, en el Masters de Canadá en 2007). Se impone frente a Rafael Nadal N.º 2 en cuartos de final por 6-1 6-2, le gana a Novak Djokovic N.º 3 por 6-4 7-6(4) en la semifinal, y se corona frente a Roger Federer N.º 1 del mundo en la final por 1-6 6-3 y 6-3 en el Masters de Madrid.
- Primer jugador que se impone en dos ocasiones y en dos torneos consecutivos a los dos primeros del ranking mundial. En el Masters de Madrid le gana al N.º 2 Rafael Nadal en cuartos de final por 6-1 y 6-2 y en la final al N.º 1 Roger Federer por 1-6 6-3 y 6-3. Pasa una semana el torneo de ATP de Basilea y a la semana siguiente en el ParisTMS vence en octavos de final a Roger Federer por 6-4 y 7-6 y en la final a Rafael Nadal por 6-4 y 6-0.
- Primer -y hasta la fecha, único- tenista argentino masculino en llegar a la final del Campeonato de Wimbledon, único Grand Slam que no ha sido ganado por ningún tenista argentino.
- Primer tenista argentino en ganar los torneos de Estocolmo y Sídney.
- Segundo tenista argentino ganador del Tennis Masters Cup después de Guillermo Vilas quien la ganó en 1974.
- Segundo tenista del mundo en ganar la gira europea de Madrid y París de la última temporada de ATP Master Series (Mutua Madrileña y el BMP Paribas Master) del año 2007, después de que Marat Safin lo consiguiera en el 2004.
- Antes de su retiro, era uno de los cinco tenistas activos que habían alcanzado las semifinales de los cuatro torneos de Grand Slam junto con Roger Federer, Rafael Nadal, Novak Djokovic y Andy Murray.
- Primer tenista latinoamericano en llegar a Semifinales en los 4 torneos del Grand Slam: Australian Open (SF:2006), Roland Garros (SF:2004 y 2006), Wimbledon (F:2002) y US Open (SF:2003).
- Ocho victorias ante Roger Federer (quinto en el historial de ATP luego de Djokovic, Nadal, Murray y Hewitt), dos ante Nadal, dos ante Murray y una ante Djokovic.

## Etapa de automovilismo
Si bien Nalbandián inició su carrera como piloto tres meses después de su retiro como tenista, su identificación con el mundo del deporte motor siempre estuvo manifiesta. Su primer contacto con la disciplina, no la tuvo específicamente como piloto, sino como socio fundador de la escuadra de automovilismo Tango Competición, la cual fundaría en sociedad con el piloto de rally Marcos Ligato en el año 2006, pero de la que se terminaría separando en 2009, para continuar su carrera tenística.
Sin embargo, tras anunciar su retiro como tenista el 01 de octubre de 2013, tres meses después sorprendería anunciando su desembarco en el Rally Argentino, como piloto. Como no podía ser de otra manera, su llegada se vio facilitada por su exsocio Marcos Ligato, quien le tendría preparado para su debut un Chevrolet Agile de la divisional Maxi Rally, con el que debutaría en el Rally de Villa Carlos Paz, primera fecha del calendario 2014 del Rally Argentino, iniciando su carrera como automovilista. En sus primeros contactos con esta clase de vehículos, Nalbandián demostraría una rápida adaptación, marcando un vertiginoso ascenso en la especialidad, al punto tal de culminar en la cuarta colocación de la lucha por la Copa Maxi Rally. En el año 2015, fue reconfirmado en la plantilla de pilotos del Tango Rally Team, siendo acompañado por Daniel Stillo como navegante.